# زمین‌لرزه ژوئیه ۱۹۹۱ پرو
زمین‌لرزه پرو  در تاریخ ۲۳ ژوئیه ۱۹۹۱ میلادی، برابر با ‎۱ مرداد ۱۳۷۰، ساعت ۱۹:۴۴:۵۰ به زمان یوتی‌سی در پرو رخ داد. ژرفای این زلزله ۲۴٫۲ کیلومتر بود، و بزرگی آن ۵٫۲ در مقیاس Mw اعلام شده‌است. زمین‌لرزه به وقت محلی در روز سه‌شنبه، ساعت ۱۴ روی داده و منطقه زمانی آن یوتی‌سی -۵ بوده‌است .
سازمان زمین‌شناسی آمریکا نیز رومرکز این زمین‌لرزه را در مختصات ۱۵°۴۰′۴۴″جنوبی ۷۱°۳۴′۲۶″غربی / ۱۵٫۶۷۹°جنوبی ۷۱٫۵۷۴°غربی و ژرفای آن را در ۵ کیلومتر گزارش کرده‌است. بزرگی برگزیدهٔ این سازمان از میان بزرگی‌های محاسبه‌شدهٔ مختلف ۵٫۳ در مقیاس Mw بوده و از دید اثر، در میان چهار دسته‌بندی «نامحسوس»، «محسوس»، «زیان‌آور» یا «با تلفات»، زلزله را «با تلفات» اعلام کرده‌است.رانش زمین در آن به وجود آمده‌است.
پروژهٔ «تنسور گشتاور مرکزوار» زاویه‌های (راستا، شیب، ریک) گسل سازندهٔ زمین‌لرزه و صفحه عمود بر آن را (°۱۱۸، °۷۷، °۰) یا (°۲۰۸، °۹۰، °۱۶۷-) و نوع گسل را «امتدادلغز» فرارسانده‌است.
شمار کشتگان زلزله حدود ۱۲ نفر بوده‌است.تعداد زخمیان ۳۰ نفر برآورده شده‌است.